# 라눌푸스 2세
라눌프 2세(Ranulf II of Aquitaine 또는 Rannoux, Rannulf, Ramnulf, Ranulph, 850년 - 880년 8월 5일)는 서프랑크 왕국의 귀족으로 아키텐의 군주였다. 866년부터 푸아투 백작이며, 887년부터는 아키텐 공작이었다. 비만왕 카를 3세 사후 자립하여 왕을 칭하였으나 2년만에 사망하였다.

## 생애
아키텐 공작이며 푸아투 후작인 라눌프 1세와 마이네의 빌리힐드(Bilichild of Maine)의 아들이었다. 그는 이르멘가르트(Ermengard, 935년 사망)와 결혼했고 푸아투백작직을 계승한 아들 라눌프 3세를 낳았다. 그밖에 그의 서자 에발두스는 아키텐 영지를 차지했는데, 이복 형제인 라눌프 3세가 죽으면서 에발두스는 푸아투도 차지했다.
888년 1월 비만왕 카를 3세 사후 그는 스스로 자립하여 아키텐의 왕이라 하였다. 그러나 2년만에 사망했다. 라눌프가 사망한지 2년만인 892년 아키텐의 귀족들은 외드를 왕으로 받아들였다. 한편 풀다의 연대기(Annales Fuldenses)에 의하면 외드를 왕으로 받들기로 한 것이 라눌프 2세였다(Deinceps Rannolfus se regem haberi statuit)고 한다. 풀다 연대기에 의하면 그는 말더듬이 루이의 유복자 아들 샤를 3세 생쁠을 양육했으며 외드를 왕으로 인정하지 않았다는 기록도 남겼다.
라눌프 2세는 지역에 침략하는 바이킹 족을 방어하기 위해 토우루스(Thouars) 자작령을 창설하기도 했다.

## 같이 보기
- 아키텐 공작

## 참고 자료
- Lewis, Archibald Ross. The Development of Southern French and Catalan Society, 718–1050. University of Texas Press: Austin, 1965.
- MacLean, Simon. Kingship and Politics in the Late Ninth Century: Charles the Fat and the end of the Carolingian Empire. Cambridge University Press: 2003.

| 전임 비만왕 카를 3세 | 아키텐의 군주 888년 - 890년 | 후임 외드 |

| 전임 바이파르 | 아키텐 공작 887년 - 888년 | 후임 에발두스 |

| 전임 라눌프 1세 | 푸아투 후작 886년 - 890년 | 후임 에발두스 |